# Médinille faux-loranthe
Medinilla loranthoides
Espèce
La médinille faux-loranthe (Medinilla loranthoides) est une espèce de plantes à fleurs de la famille des mélastomatacées. Elle est endémique de l'île de La Réunion, département d'outre-mer français dans le sud-ouest de l'océan Indien.

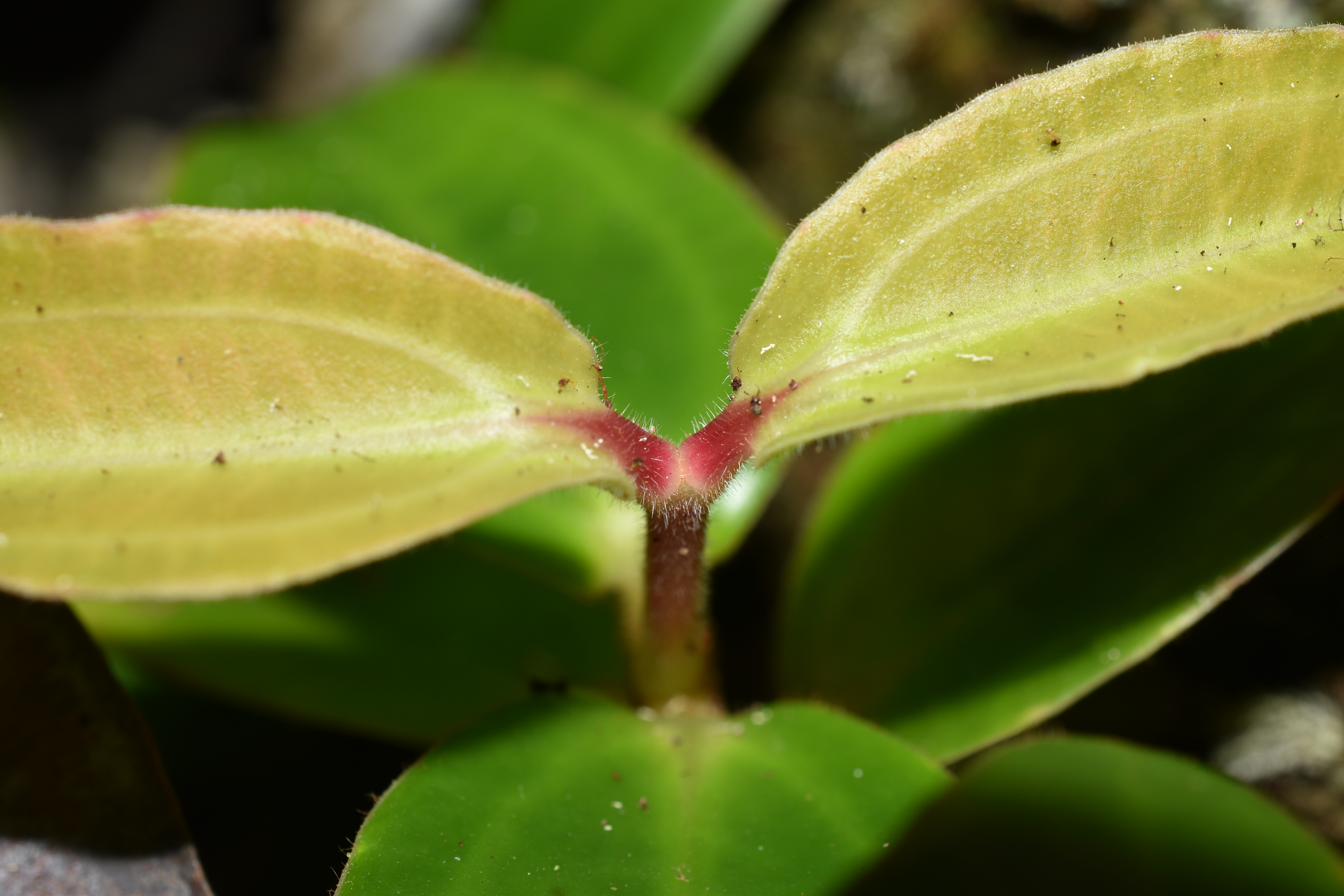
Photo du pétiole indumentée photo prise dans les forêts de l'est de l'ile de la Réunion.

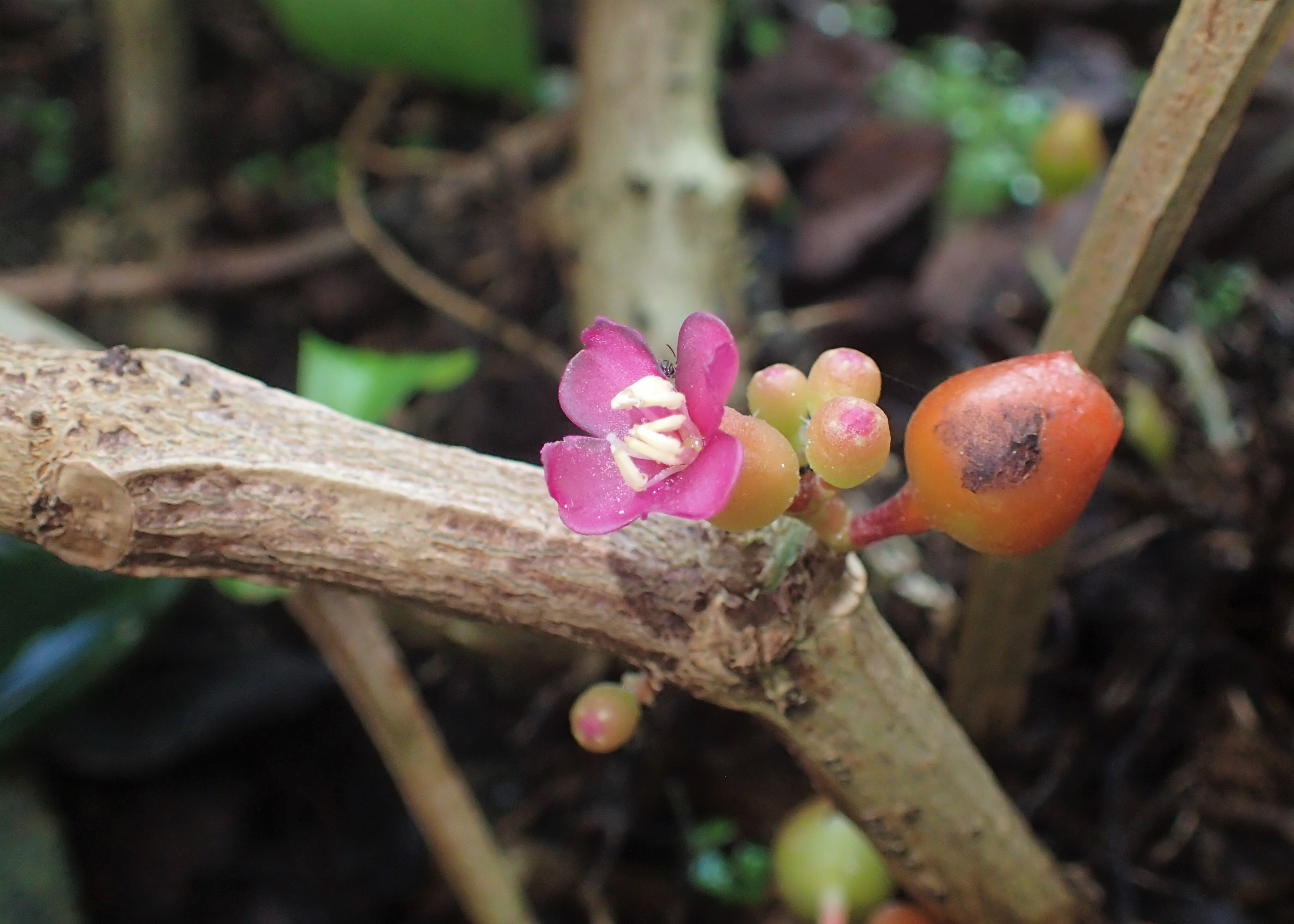
Fleur.

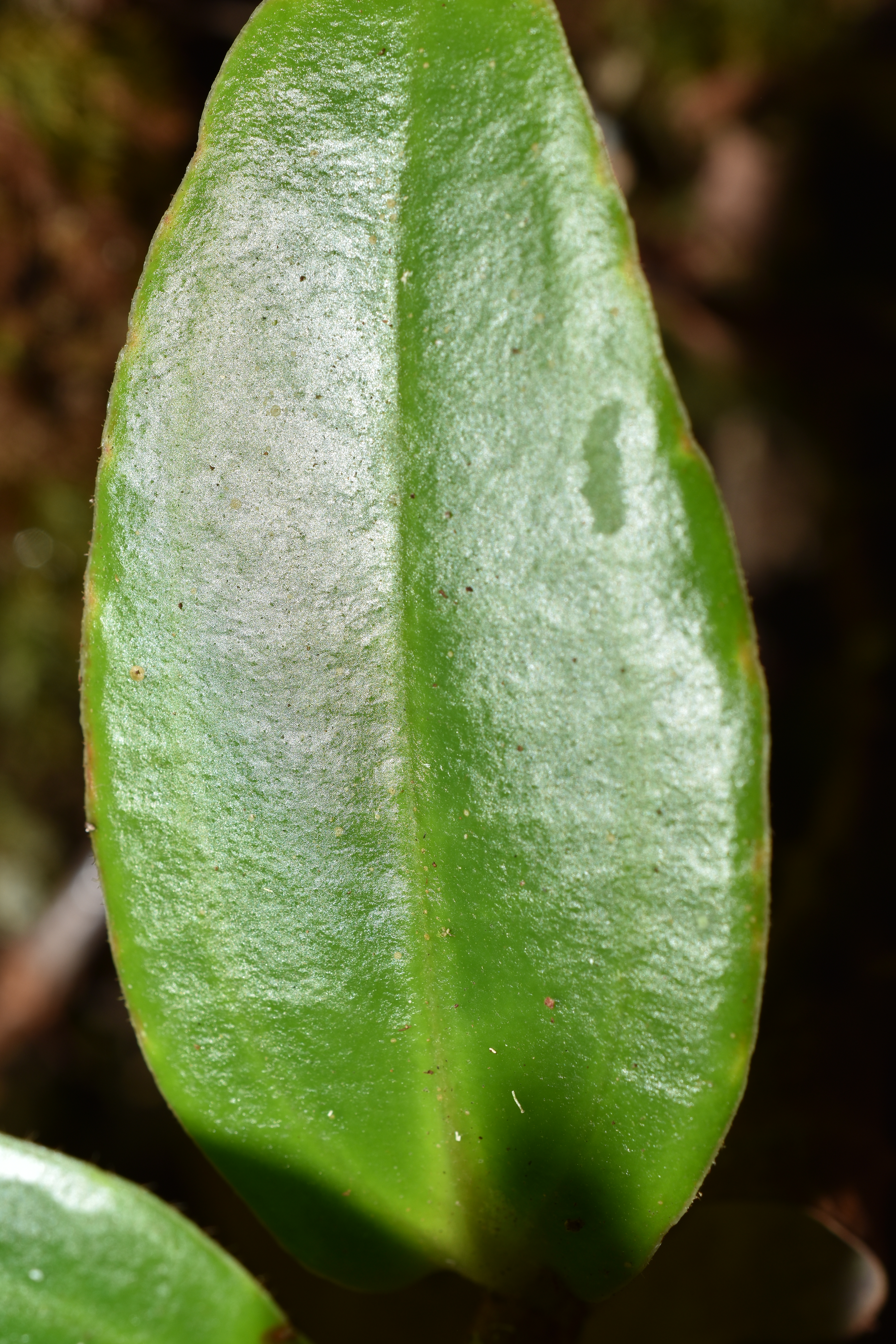
Photo de la feuille.